# 1984年蘇聯龍捲風爆發
1984年蘇聯龍捲風爆發也稱為1984年伊萬諾沃龍捲風爆發，是現代俄羅斯歷史上僅有的三場災難性龍捲風爆發之一（其中一場是1904年莫斯科龍捲風），也是歐洲歷史上第三致命的龍捲風爆發。此次龍捲風爆發發生於1984年6月9日，襲擊了莫斯科以北的伊萬諾沃和雅羅斯拉夫爾地區，面積超過400,000平方公里。根據觀察到的破壞情況，已知的11場龍捲風中至少有2場是F4級以上龍捲風事件。主要F5級龍捲風寬度達500米（0.31 英里），造成了極大的破壞，拋擲出320,000 公斤（710,000 磅）的重物最遠達200米（0.12 英里）。在科斯特羅馬發生的另一場龍捲風被認為至少有F4級。嚴重的雷暴還產生了重達1公斤（2.2 磅）的冰雹，是全球已確認的最重的冰雹之一。總之，該次龍捲風爆發造成至少69人死亡（儘管確切的死亡人數未知）和804人受傷。